# القیس
القیس (به عربی: القیس) یک منطقهٔ مسکونی در مصر است که در بنی مزار واقع شده‌است.
بر اساس سرشماری انجام شده در سال ۲۰۰۶ جمعیت این روستا ۲۰۶۰۳ نفر بود؛ که از این تعداد ۱۰۵۳۸ مرد و ۱۰۰۶۵ زن هستند.
به دلیل اسقف‌نشین بودن این شهر، در زمان‌های دور، عده زیادی به وجود گنج‌های طلای زیر خاکی مانند صلیب‌های طلایی و امثال آن معتقدند.
این شهر در دودمان بطلمیوسی جز شهرهای جام‌شناسی برای دو شهر در مصر باستان بود. در زمان مسیحیت این شهر یک شهر اسقف‌نشین بود.